# Cameron Stewart (football)
Cameron Stewart, né le 8 avril 1991 à Manchester, est un footballeur anglais qui évolue au poste de milieu de terrain.

## Biographie
Le 21 mars 2015 il est prêté à Barnsley pour un mois. Le 28 août 2015 il est prêté au Doncaster .